# 就実の丘

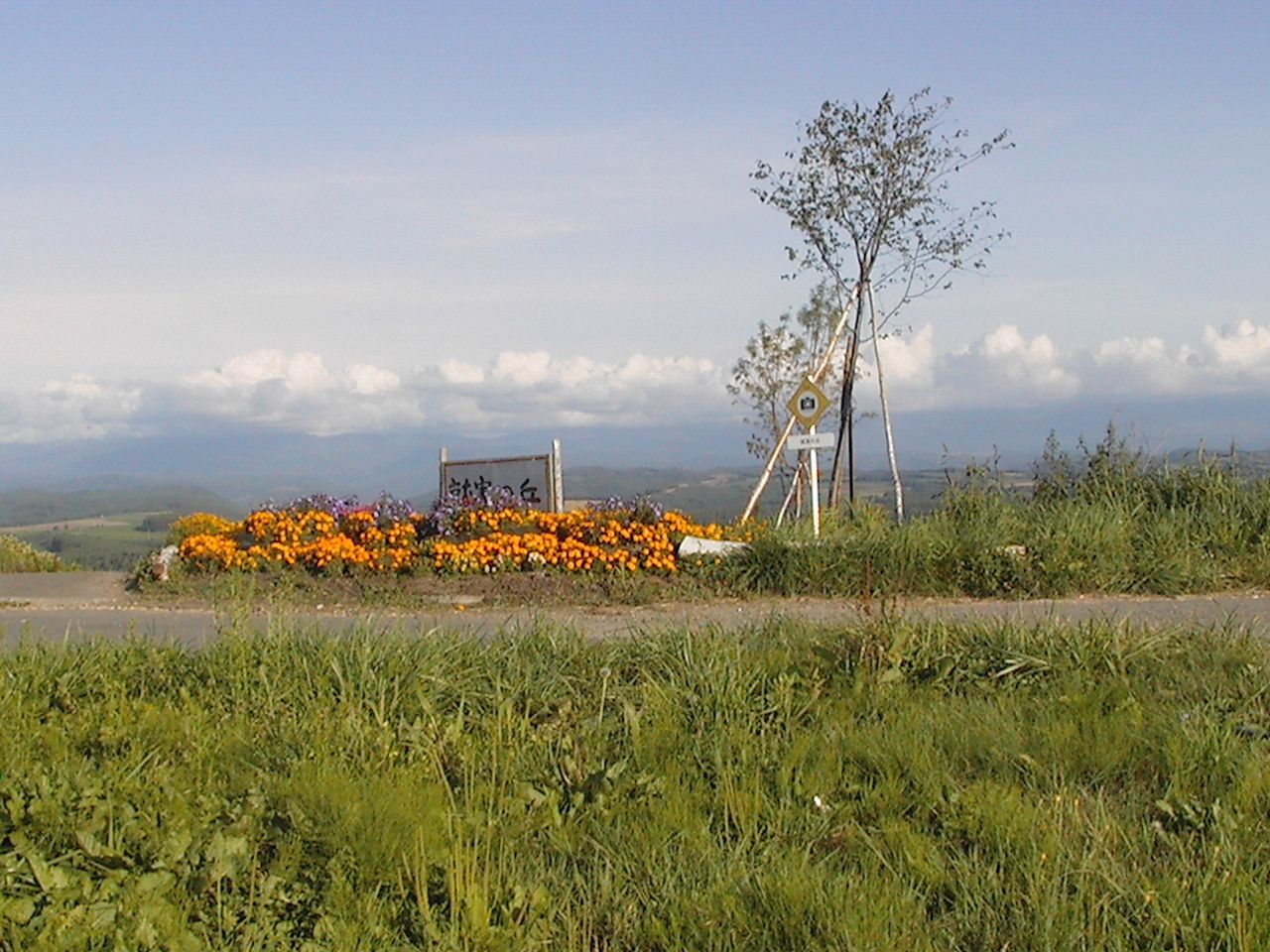
就実の丘

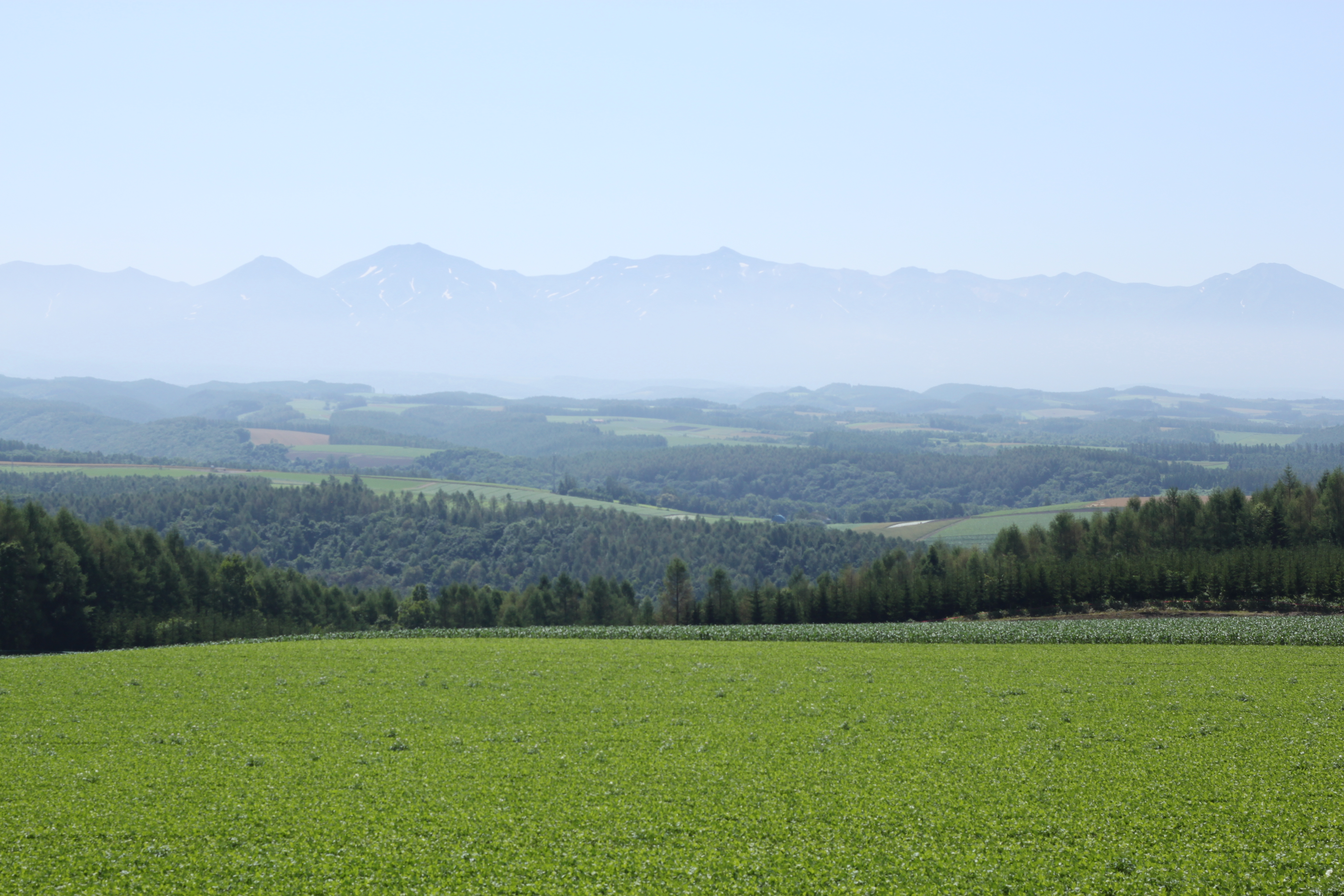
就実の丘から見える風景

就実の丘（しゅうじつのおか）は、北海道旭川市の西神楽地区にある丘陵地帯である。
大雪山の主峰と十勝岳連峰の全貌との両方を見渡せる数少ない場所であることから、観光客・写真家・地元住民が集まる展望スポットといる。CMやドラマのロケ地となることも多い。

## 概要
旭川空港の南東側に位置し、隣接する美瑛町や富良野市のような丘陵風景が見られることで有名である。
ジェットコースターのようなアップダウン道路・旭川空港の風景・旭川と美瑛の各市街地の遠景、大雪山連峰など変化に富んだ風景を見られることが特徴となっている。以前は知る人の少ないマイナーなスポットであったが、地域の雑誌・旅行ガイドで紹介されたりするなどして観光客が増えてきている。また、一帯の夕景も美しいと言われている。

## 見どころ
- 新ジェットコースターの道

## アクセス
冬季は道路の除雪をしていないため訪問は困難。
自動車では旭川空港側からのアクセスが便利。
- 旭川市中心部から車で約30分。
- 美瑛町から車で約20分。
- 旭川空港から車で約10分。

## その他
- 農地への立入は厳禁。
- 旭川空港方面からのアクセスが一般的。美瑛町・東川町方面へも通り抜け可能であるが、案内等が無く注意が必要である。
- Netflixドラマ『First Love 初恋』のロケ地の一つ。
- 福山雅治主演のドラマ『ガリレオ』の撮影地となった。
- AKB48チーム８の楽曲"制服の羽根"のミュージックビデオ撮影地となった。日清食品のラーメンCMや、テレビドラマ「牛に願いを Love&Farm」のロケ地になった。
- 美瑛町の北西の丘展望公園の北側に位置し、目視でお互いの位置を確認することが出来る。
- 毎年、岡山県岡山市にある就実学園の高校生が修学旅行で訪れている。
- ｢就実の丘｣の命名者は地元在住写真家である檜山修。